# PGC 129
UGC 12915 ist eine Spiralgalaxie vom Hubble-Typ Sc mit aktivem Kern im Sternbild Pegasus. Sie ist rund 201 Millionen Lichtjahre von der Milchstraße entfernt. UGC 12915 & UGC 12914 bilden ein Galaxienpaar, welches das Ergebnis eines Frontalzusammenstoßes ist, der vor etwa 25 Millionen Jahren stattfand. Eine Brücke aus hochturbulentem Gas ohne nennenswerte Sternbildung überspannt die Lücke zwischen den beiden Galaxien.